# Azotek galu
Azotek galu, GaN – nieorganiczny związek chemiczny, niewystępujący naturalnie, stosowany głównie jako materiał półprzewodnikowy w optoelektronice, m.in. w laserach półprzewodnikowych (np. niebieski laser), diodach elektroluminescencyjnych, detektorach i przetwornikach elektroakustycznych.

## Otrzymywanie
Podstawowe metody syntezy azotku galu:
- Metoda wodorkowa (HVPE) polegająca na syntezie GaN z chlorku galu i amoniaku
- Metoda syntezy z roztworu azotu w galu (wysokociśnieniowa).
- Metoda syntezy z w obecności nadkrytycznego amoniaku (metoda amonotermalna)[4]

## Właściwości
W postaci monokrystalicznej tworzy bezbarwne lub lekko zabarwione kryształy. Azotek galu jest bardzo twardym materiałem, jego moduł ściśliwości wynosi około 245 GPa, a twardość wyznaczona metodą Vickersa 12 GPa. Krystalizuje w heksagonalnej strukturze wurcytu o stałych sieciowych a = 3,189 i c = 5,185 Å. Jest również odporny chemicznie, nie trawi go większość kwasów i zasad, w szczególności jego powierzchnia galowa wykazuje ogromną odporność chemiczną. Azotek galu jest półprzewodnikiem prostoprzerwowym o wartości przerwy zabronionej w środku strefy Brillouina około 3,45 eV, co oznacza, że jest on przezroczysty dla całego zakresu widzialnego. Azotek galu jest materiałem piezoelektrycznym i ze względu na obniżoną symetrię sieci krystalicznej również materiałem piroelektrycznym.
Azotek galu ma temperaturę topnienia 2200 °C, przy równowagowym ciśnieniu azotu 6 GPa. Pod ciśnieniem atmosferycznym rozkłada się w temperaturze około 1000 °C.

## Zastosowanie
Azotek galu jest używany w produkcji białych, nadfioletowych, fioletowych, niebieskich i zielonych diod elektroluminescencyjnych oraz laserów nadfioletowych, fioletowych, niebieskich i zielonych (choć zwykle światło jest emitowane z azotku indowo-galowego).